# Вулиця Січових Стрільців (Львів)
Вулиця Січових Стрільців — вулиця у Галицькому районі Львова. Простягається від вулиці Гнатюка до перехрестя із вулицями Крушельницької і Словацького та утворює перехрестя з вулицею Костюшка, а також прилучається вулиця Університетська.

## Назва
- Маєр Ґассе — від 1841 року, на честь Йозефа Маєра, відомого ботаніка та помолога і власника садів, поміж яких була прокладена вулиця.
- Маєрівка — від 1871 року.
- 3 Мая — від 1885 року, на згадку про Конституцію Речі Посполитої, затвердженої сеймом 3 травня 1791 року.
- 17 Вересня — від січня 1941 року, на честь «визволення», а за фактом — початком радянської анексії територій Західної України та Західної Білорусі у вересні 1939 року.
- 3 Мая — повторно названо у червні 1941 року.
- 29 Юніштрассе — від листопада 1941 року.
- 3 Мая — повторно названо у липні 1944 року.
- 17 Вересня — повторно названо у грудні 1944 року.
- Січових Стрільців — назва з 1991 року, на честь Українських Січових Стрільців, які на часі листопадових подій 1918 року, боронили підступи до центральної частини міста від поляків, що наступали від Єзуїтського саду[5].

## Історія
Вулиця прокладалась у 1840–х роках серед садів, які належали ботаніку та помологу Йозефу Меєру, за що і отримала назву Маєрівка. Спочатку вулиця забудовувалась віллами та невеликими палациками. Однак згодом місто поглинуло цю околицю, й до кінця XIX століття вулиця була забудована великими кам'яницями. Вже у 1871 році вулиця вважалась найповажнішою у Львові через знаходження на ній урядового будинку Повіту та Сервітутів (будинок № 8), а також будинку Ощадної Каси (будинок № 2). Будівництво у 1877—1881 роках Галицького крайового сейму (нині головний корпус ЛНУ ім. Франка) пожвавило подальший розвиток дільниці і вже у міжвоєнний період тут зосередилася більшість фінансових установ міста, зокрема, дисконтний Варшавський банк, земський кредитний банк, акційний спілчанський банк, Австро-Угорський банк та багато інших. До другої світової війни її називали львівською «Волл-Стріт».

## Забудова
В архітектурному ансамблі вулиці Січових Стрільців переважають віденська сецесія, історизм та класицизм. Декілька будинків внесено до Реєстру пам'яток архітектури місцевого значення.

### З непарного боку вулиці
№ 1 — чиншові чотириповерхові кам'яниці, споруджені у 1876—1877 роках за проєктом польського архітектора Фелікса Ксенжарського в стилі неоренесансу на замовлення Галицького кредитного банку. Ще до завершення будівельних робіт кам'яниці перейшли у власність княгині Гелени Санґушко і 1879 року, княгиня провела у будинку реконструкцію першого поверху, облаштувавши там кав'ярню та цукерню. На початку 1900-х років власницею кам'яниць була княгиня Тереза Сапіга. Нині будинок № 1 при колишній вул. 3 Мая має інший номер та належить до сусідньої вулиці Гнатюка.
№ 3 (давніше — вул. Маєровська, 1; вул. 3 Травня, 3) — у давнішому будинку, що стояв на цьому місці, від 1878 року містилося бюро львівського архітектора та будівничого Зигмунта Кендзерського.
у 1885—1887 роках на місці цієї кам'яниці (конскрипційний № 135 2/4) у поєднанні стилів неоренесанс та необароко споруджена будівля дирекції Цісарсько-королівських державних залізниць Східної Галичини. Спорудженню передував конкурс, на якому обрано проєкт Вінцента Равського-молодшого. Триярусний колонний портик увінчано аттиком зі скульптурою Гермеса-Меркурія на колесі з піднятою лівою рукою, що символізує динаміку залізничного руху. Над вікнами другого поверху на сандриках розташовані символічні скульптурні групи, що символізують  Механіку, Електрику та Телеграф, а поряд розташовані складні барельєфи з залізничним устаткуванням, яких згори «охороняють» маскарони левів. Скульптурне оздоблення фасаду будинку авторства Леонарда Марконі. У 1913 році дирекція залізниць переїхала у нову будівлю, що при нинішній вулиці Гоголя, 1, а у будинку при колишній вулиці 3 Мая, 3 залишився один із найпрестижніших на той час готелів у Львові — готель «Імперіал», що працював там від 1897 року, а також працювала кав'ярня «Європейська». У плані будівля колишньої дирекції залізниць нагадує літеру «П», її брама провадила на велике подвір'я, що 1896 року почалося забудовуватися триповерховими кам'яницями. Згодом подвір'я стало частиною внутрішньої вулички, що мала виходи до готелю «Гранд» та на вулицю Сикстуську (нині — вулиця Дорошенка). За прізвищем власника готелю «Гранд» Єфраїма Гаусмана цю вуличку названо пасажем Гаусмана. 1915 року в готелі «Імперіал» зупинявся відомий американський письменник Джон Рід. Пізніше тут були торговельний дім галантереї і парфумерії «Імпор». Від часу закінчення війни у колишній будівлі дирекції залізниць містяться офіси різних установ. Зокрема, за радянських часів, у 1950-х роках — середня сільськогосподарська школа з підготовки голів колгоспів, у 1992—2019 роках тут містилося регіональне відділення фонду держмайна України у Львівській області, а нині тут міститься відділення «Правекс-Банку».
19 травня 2010 року за ініціативи благодійного фонду «Збереження історико-архітектурної спадщини міста Львова» стартувала громадська ініціатива «Врятувати Меркурія». Метою став збір коштів на реставрацію скульптури Гермеса-Меркурія. На той час у скульптури були відсутні частини руки з жезлом-кадуцеєм, на іншій втрачено палець, крила, пошкоджено обличчя, експерти побоювалися, що скульптура взагалі може впасти. Завдяки доброчинним внескам львів'ян вдалося зібрати понад 32000 гривень, які було витрачено на попередній огляд скульптури, складання проєкту реставрації та на частину реставраційних робіт. Безпосередні реставраційні роботи скульптури розпочалися у червні 2012 року, Німецьке товариство міжнародного співробітництва (GIZ GmbH) долучилося до ініціативи в рамках проєкту «Муніципальний розвиток та оновлення старої частини міста Львова». Сума реставраційних робіт склала 160000 гривень. Скульптуру реставрували фахівці кафедри реставрації НУ «Львівська політехніка» під науковим керівництвом доцента кафедри Олега Рибчинського, скульптурні роботи виконала скульпторка Любов Булгакова, всі роботи супроводжував експерт GIZ, скульптор-реставратор Дірк Брюггеман. Реставрація скульптури Гермеса-Меркурія завершена у листопаді 2012 року.
2014 року у фасаді будинку з боку проїзду Крива Липа без будь-яких дозвільних документів пробито вхід й добудовано двоярусний майданчик ресторану. У серпні 2017 року майданчик через його незаконне будівництво був демонтований.
№ 5 (давніше — вул. Маєровська, 3, вул. 3 Мая, 5; конскрипційний № 671 2/4) — колишня чиншова (прибуткова) кам'яниця, споруджена наприкінці 1860-х років. Від 1868 року тут діяв фотосалон Едварда Тшемеського, який окрім фотографії займався тиражуванням креслень, ілюструванням наукової літератури. Близько 1902 року тут влаштував свою майстерню скульптор-модерніст Станіслав Казимир Островський. У внутрішньому дворі розташований двоповерховий будинок-флігель, споруджений 1898 року за проєктом Івана Левинського у стилі історизму для родини дідича Медики і бургомістра Перемишля Юзефа Бенедикта Павліковського. Тут містилася приватна бібліотека та велика колекція старожитностей Павліковських, зокрема, рукописи, печатки, монети твори мистецтва. Останній з нащадків Павліковських — Ян Ґвальберт (1860—1939), який викладав від 1891 року на рільничих студіях у Дублянах, переїхав з Медики до Львова, а 1921 року передав власну колекцію  (26000 книг, понад 26000 творів мистецтва) до «Оссолінеуму». Нині у кам'яниці Павліковських міститься бібліотека Товариства сліпих. У міжвоєнний період в будинку містилися Земський кредитний банк та львівський відділ Лодзинського депозитного банку, торговельно-промисловий дім «Аустрополь» та фотоательє Губера.
Також у 1929—1936 роках у цьому ж будинку діяла легальна кооперативна видавничо-торговельна спілка «Книжка» (повна назва — «Видавнича спілка „Книжка“ з обмеженою порукою у Львові»), що займалося друком та розповсюдженням літератури комуністичного спрямування, засноване Володимиром Огоновським та Л. Кухтою. Після арешту засновників спілки у червні 1931 року, спілкою до вересня 1932 року керувала Надія Кухта.
За радянських часів, у 1950-х роках, тут містилося навчально-виробниче підприємство товариства глухонімих, обласний автомотоклуб та облторг, у 1960—1980 роках — туристичний клуб «Карпати», а також з того часу в будинку, що знаходиться на подвір'ї розташована та функціонує Львівська обласна організація Українського товариства сліпих і бібліотека для незрячих та працювало кафе «Молочне». В цьому будинку у перші роки незалежності також містилося виставкове бюро «Експобізнессервіс», піцерія «Нью-Йорк» та магазин будматеріалів «Європлак». Комерційні площі першого поверху будинку нині займають кав'ярня Львівської майстерні шоколаду (офіційно відкрита 1 травня 2013 року) та від 2015 року ресторан «Red Pepper». Тут також міститься львівський обласний осередок партії «Українське об'єднання патріотів — УКРОП».
№ 7 (давніше — вул. Маєровська, 5, вул. 3 Мая, 9; конскрипційний № 672 2/4) — кам'яниця збудована наприкінці XIX століття. Тут від 1902 року містився Акційний спілчанський банк. У міжвоєнний період одне з приміщень першого поверху будинку займала крамниця фабрики парфумів та косметики «L'Esprit» доктора В. Айзенберга, а також магазин килимів Тасса та продаж друкарських машин Уріха. Від 1939 року до 1976 року тут містився електротехнічний технікум, від 1976 року — профтехучилище зв'язку. У вересні 1976 року навчальному закладу було передано це приміщення на тодішній вулиці 17 Вересня, 7. У 1978 році навчальний заклад реорганізовано у Технічне училище № 59, від 1984 року — середнє професійно-технічне училище (СПТУ) № 59, а від 1992 року — у професійно-технічне училище № 59. Нині — Львівський фаховий коледж «Інфокомунікації» НУ «Львівська політехніка». На першому поверсі тут також містяться чоловіча перукарня «Вальгалла Барбершоп» та аптека «Алтея».
№ 9 (давніше — вул. Маєровська, 7, вул. 3 Мая, 9; конскрипційний № 660 2/4) — єдина банківська споруда, зведена у період історизму, яка досі використовується за призначенням. Нині тут розташоване відділення № 10013/03 ПАТ «Ощадбанк». Будівлю у стилі флорентійського ренесансу (імітація палаццо Строцці у Флоренції) споруджено у 1897—1898 роках для Австро-Угорського банку. Проєкт Юліана Захаревича та віденського архітектурного бюро Фельнера і Гельмера. Завдяки застосуванню металевих перекриттів архітекторам вдалося створити велику операційну залу без колон та масивних перегородок. Скульптурні зображення людських голів на фасаді виконав ймовірно Леонард Марконі. Зал реконструйовано в стилі модернізованого неокласицизму у 1914—1917 роках за проєктом Івана Багенського. До першої світової війни тут містився Австро-угорський банк, у 1920—1930-х роках — Польський промисловий банк, а також львівський відділ поштової ощадної каси. За радянських часів тут містилася центральна ощадна каса № 6319, а також клуб міліції, що славився своїми танцювальними вечорами.
№ 11 (давніше — вул. Маєровська, 9, вул. 3 Мая, 11; конскрипційний № 727 2/4) — житловий будинок, зведений 1901 року за проєктом Карела Боубліка. 1902 року на другому поверсі будинку відкрито кав'ярню під назвою «Американська». У попередньому будинку, що знаходився на цьому місці і належав графині Р. Лянцкоронській, у 1880—1881 роках діяла майстерня скульптора Тадеуша Блотницького. За короткий час він виконав тут низку робіт, зокрема статую Світезянки на замовлення магістрату для фонтану на площі Галицькій. В партері кам'яниці до 1912 року містився Салон витончених мистецтв (Лятура), а на першому поверсі будинку містилася кав'ярня «Американська», де щоденно у дев'ятій вечора відбувалися концерти військової музики. Наступні десятиліття у партері діяв кінотеатр зі зміною назв і власників.
Так, упродовж 1912—1918 років в партері будинку діяв кінотеатр «Еліт» Ісаака та Абіша Вехслерів, а обабіч нього в будинку діяли фотосалони: «Ріволі» та «Ван Дик», а на другому поверсі працювала кав’ярня «Американська» Якуба Клярфельда. У 1926—1931 роках — кінотеатр «Ванда» Генрика Шеера, а також за довідником 1929 року в будинку розташовувався Польський гарантійний банк. У 1931—1933 роках — кінотеатр «Оаза» (власником була центральна каса сільськогосподарських союзів), 1933—1944 роках — кінотеатр «Муза» (власниками були центральна каса сільськогосподарських союзів та подружжя Хільди і Шуліма Розенбахів). Приміщення, розташовані обабіч кінотеатру, напередодні війни займали крамниця галицького нафтового товариства «Галіція» та гуртівня колоніальних товарів Юліуша Прівеса.
У радянський період, 1944—1991 роках — кінотеатр «Кінотеатр імені Зої Космодем'янської», обабіч якого були Львівське обласне управління кінофікації та львівський обласний союз кінофотопрацівників, а також у 1940—1950-х роках тут містився фінансово-кредитний технікум.
У 1991 році кінотеатр перейменований на «Левеня». 1993 року приміщення кінотеатру передано на баланс міста, а наприкінці 1990-х років кінопокази тут припинилися і вже 2000 року державне КП «Левеня» було ліквідовано, а кінотеатр остаточно припинив свою діяльність. Нині тут містяться Львівський навчально-науковий інститут університету банківської справи та ресторан «Інтемпо».
№ 13 (давніше — вул. Маєровська, 11, вул. 3 Мая, 11-А; конскрипційний № 730 2/4) — чотириповерхова наріжна кам'яниця (інша адреса — вул. Костюшка, 8), споруджена 1869 року за проєктом архітектора Едмунда Келера. Наприкінці XIX — початку XX століття тут містився Кредитний банк (до 1907 року — банк Теннера), у 1919–1939 роках будівля належала нафтовому товариству «Галіція», а також містилася крамниця фотоапаратів «Кінофот». Наприкінці 2000-х років тут містилося відділення «Надра Банку», крамниці годинників «Секундочка», взуття «Браво» та «Копіцентр». В приміщенні, яке займав банк нині міститься продуктовий магазин, а замість «Секундочки» — магазин електроніки та ІТ-послуг.
№ 15 — у міжвоєнний період в будинку містився центральний кооперативний банк «Крайової спілки кредитової», також магазин канцелярського приладдя «Економат» Гандельсмана, букіністична крамниця Шульберґа та продаж автопокришок «Sair». Наприкінці 2000-х років — кафе-клуб «Стрілець» та продуктова крамниця «Провіант».
№ 17 (давніше — вул. Маєровська, 13а, вул. 3 Мая, 17; конскрипційний № 834 2/4) — триповерхова чиншова кам'яниця, збудована у 1878—1879 роках за проєктом архітектора Міхала Фехтера у стилі неоренесансу на замовлення Еліаша та Шимона Гешелесів. Вже 1 червня 1880 року новими власниками будинку стали Клара Розенштайн та Анна Берлінер. Наступні роки кам'яниця належала лише представникам львівської єврейської громади: до 1920-х років — родині Ґольдбаумів, упродовж 1930-х років — родині Франзосів. На замовлення Соломона Ґольдбаума протягом 1900—1913 років архітектор Саломон Рімер здійснив переробку вікон першого поверху на двері крамниць та пробив широкі прорізи вітрин, укріпивши стіни металевим каркасом. Нині — житловий багатоквартирний будинок, перший поверх якого займають приміщення комерційного призначення: крамниці, заклади побутового обслуговування.
№ 19 (давніше — вул. Маєровська, 15, вул. 3 Мая, 19; конскрипційний № 720 2/4) — колишній прибутковий будинок княгині Кароліни з Соколовських Понінської. Розробкою проєкту займалося архітектурне бюро Івана Левинського. Будинок споруджений у 1889—1890 роках за проєктом Яна Томаша Кудельського у стилі неоренесансу. 1901 року будинок перейшов у власність до Калікста Понінського, спадкоємця княгині Понінської. 1903 року будинок придбав президент торгово-промислової палати Самуїл Горовиць. У міжвоєнний період колишня кам'яниця Понінської належала Міхалу Мар'яну Баворовському. Тут також був відділ страхового товариства «Сілезія». По війні елітний житловий будинок переобладнали під навчальний заклад. У 1940—1950-х роках тут містився гірничо-паливний технікум, згодом — на університетський корпус. Нині тут міститься факультет міжнародних відносин Львівського національного університету імені Івана Франка.
№ 21 (давніше — вул. Маєровська, 17, вул. 3 Мая, 21; конскрипційний № 791 2/4) — чотириповерхова чиншова кам'яниця, споруджена у 1874—1875 роках за проєктом архітектора Емануеля Ґалля у стилі неоренесансу як приватний будинок Емануель та Юзефа Галлів. Фасад оформлено орнаментальними рельєфами. 1893 року до правої офіцини кам'яниці була добудована пральня. На початку XX століття власником будинку був відомий львівський лікар Фердинанд Обтулович. Родині Обтуловичів будинок належав до 1930-х років. Нині — житловий багатоквартирний будинок, а у приміщеннях першого поверху містяться низка офісів, кафетерій, у тильній офіцині — копіювальний центр.

### З парного боку вулиці

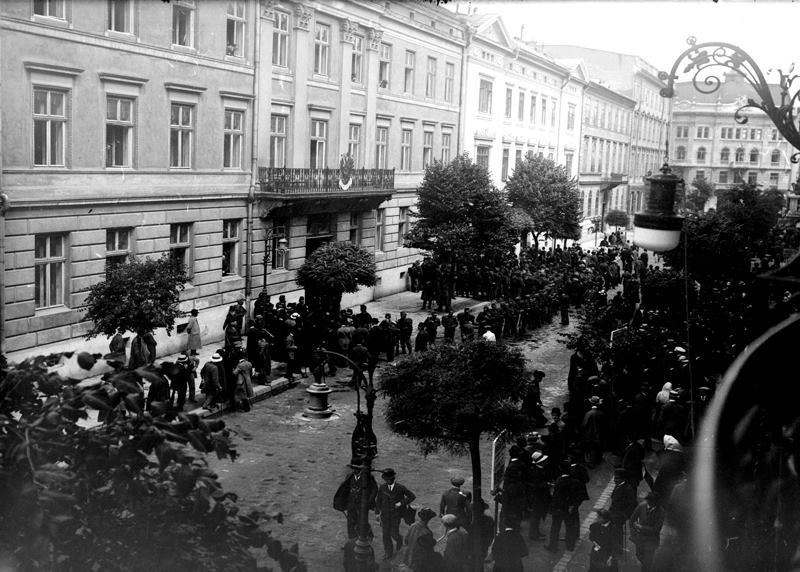
Львів, вул. Січових Стрільців 8 (1919 рік)

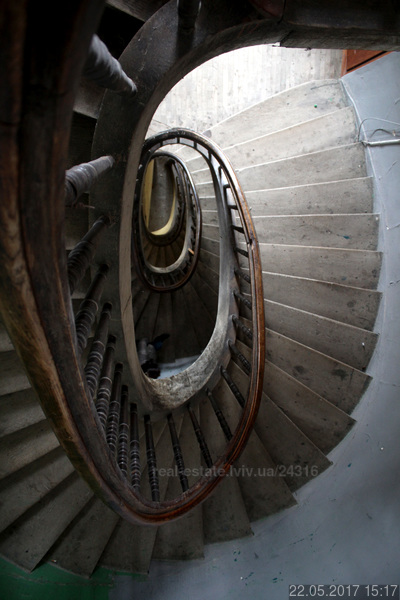
Гвинтові сходи в будинку № 8 по вул. Січових Стрільців у Львові

№ 2 (давніше — вул. Маєровська, 2, вул. 3 Мая, 2; конскрипційний № 638 2/4) — найстаріша на вулиці чотириповерхова наріжна кам'яниця, збудована у 1846—1847 роках в стилі пізнього класицизму для графа Каєтана Карницького. Автор проєкту невідомий. Будинок прикрашено рельєфами грифонів, орлів, скульптурними картинами «Амур на спині сфінкса», «Лисиця бореться зі змією» та аттику, який утворюють два леви, що тримають картуш з рельєфним зображенням Святого Архістратига Михаїла, ймовірно, авторства каменяра Франца Щудловського, який навчався у майстерні Антона Шімзера. Майстерня Щудловського містилася у кам'яниці при сусідній вул. Різницькій (нині — вулиця Наливайка), 5.
В будинку від 1869 року містилася Галицька ощадна каса, яка 1891 року була перенесена до новозбудованого будинку на розі сучасних вулиці Гнатюка та проспекту Свободи (нині — Музей етнографії та художнього промислу), а сама кам'яниця стала чиншовою. В партері будинку розташовувалася цукерня Вогноута і Барона, згодом кав'ярня «Центральна». На початку XX століття кам'яниця належала родині Шемеловських. Тут діяла Спілка польських купців і промисловців, а у партері містилася кімната для сніданків та працював ресторан «Мусяловича і Яніка». У 1912 році в будинку мешкав кавалер ордену Франца-Йосифа Роман Шимановський. Наприкінці 1930-х років цю ж саму адресу мало бюро постачання будівельних матеріалів Станіслава Матальського.
За радянських часів, у 1940—1950-х роках у подвір'ї будинку була контора тресту «Головмука», у партері містилося кафе «Чанахи» (за часів незалежності — «Бістро», потім магазин побутової техніки). До 1980-х років будинок прийшов до стану цілковитої руїни і у 1990-х роках капітально відремонтований. 14 липня 2011 року тут відкрився перший виномаркет всеукраїнської мережі «Поляна». Станом на травень 2021 року, будинок перебуває на реставрації.
№ 4 (давніше — вул. Маєровська, 4, вул. 3 Мая, 4; конскрипційний № 666 2/4) — у 1860—1939 роках кам'яниця належала Кшечуновичам — відомій польській шляхетській родині вірменського походження. У міжвоєнний період в будинку під № 4 перебували Третій податковий уряд, Малопольська спілка тапіцерів (виробники м'яких меблів). Нині на першому поверсі будинку міститься львівське відділення № 3 ПАТ «Банк Інвестицій і заощаджень», а також тут працюють салон краси «Sister's Beauty», весільний салон «Wedberry's», офіс мережі туристичних агенцій «Join UP!» та український центр вивчення громадської думки «Соціоінформ».
№ 6 (давніше — вул. Маєровська, 6, вул. 3 Мая, 6; конскрипційний № 670 2/4) — кам'яниця збудована у 1870-х роках за проєктом архітектора Едмунда Келера для родини графа Станіслава Бадені. Приміщення будинку декоровано в стилі неорококо. Над вікнами другого поверху під графською короною були встановлені герби родин Бадені та Маєрів. У 1938 році родина Бадені подарувала будинок Львівському університету. Нині тут міститься Наукова бібліотека Львівського національного медичного університету імені Данила Галицького, в залах якої збереглась неорокайльна ліпнина стелі й інші автентичні елементи інтер'єру.
№ 8 (давніше — вул. Маєровська, 8, вул. 3 Мая, 8; конскрипційний № 712 2/4) — кам'яниця Вінтерів збудована у  1840—1843 роках (як випливає з листа Людвіка Вінтера до магістрату Львова щодо стану даху будинку датованого 11 червня 1874 роком). Вказаний лист підписаний Людвіком Вінтером як співвласником будинку, а також вказується, що він діє від імені інших співвласників будинку: Кароліни Вінтер, Юліуша Вінтер, Корнела Вінтер, Олександра Вінтер та Емілії Вінтер. Людвік Вінтер працював суддею апеляційного та кримінального суду у Львові та перебував на цій посаді принаймні у 1839—1850 роках.
У друкованих виданнях вперше будинок згадується в довіднику «Handbuch des Lemberger Statthalterei-Gebietes in Galizien» за 1860 рік із зазначенням того, що у ньому містилася Дирекція фонду в справах відміни та викупу кріпосних повинностей Львівського адміністративного округу, утворена 29 жовтня 1853 року (деякі з працівників  мешкали у цьому будинку, зокрема податковий інспектор Якуб Кульчицький та канцелярист Корнель Вінтер). У 1872 році вже згадується, що будинок перебував у власності колишнього радника Двору Корнеля Вінтера, тоді вже пенсіонера, який мешкав там принаймні до початку першої світової війни.
Під тим самим конскрипційним номером будинок згадується у довіднику «Skorowidz król. stoł. miasta Lwowa z oznaczeniem podziału miasta, nazw ulic i placów, oliczbowania domów numerami konskrypcyjnemi i orjentacyjnemi z wymienieniem właścicieli realności — tudzież nazw, i numerów dawniejszych» за 1889 рік. При цьому, в інших джерелах підтверджується, що у 1889 році власниками будинку були вже спадкоємці Людвіка Вінтера..
У 1883 році в будинку містився кабінет лікаря Владислава Биліцького.
Станом на 1900 рік будинок перебував у власності Гелени Вінтер та графині Софії Дідушицької, а серед мешканців були адвокати Вільгельм Ґольцер, Марцин Самуель Ґоровиць, Леонард та Лешек Маєвські — принаймні до 1902 року. 1901 року в будинку народився польський поет єврейського походження Ян Мар'ян Гешелес. Від 1902 року і принаймні до 1935 року в будинку містилося Львівське староство та Рахункова комісія з регулювання земельного податку Львова та Львівського повіту, а в міжвоєнний період — видавництво «Mercury». Станом на 1910 рік тут містилася Повітова шкільна рада, Товариство податкових урядників (голова — Володимир Макаревич, заступник голови — Антоній Конопацький). Власниками будинку у 1912—1914 роках були адвокат Юліуш Вінтер та аускультант (нижчий ранг судового урядника) Рудольф Вінтер, пізніше щонайменше з 1922 року співвласником будинку в листуванні іменувався страховий урядник Модест Ольш (хоча найбільш імовірно власником 5/12 часток в будинку була його дружина Гелена (можливо до шлюбу Вінтер). Тут також мешкав радник цісарсько-королівського Намісництва у Королівстві Галичини та Володимирії Кароль Франц. З 1912 року по 1924 рік в будинку надалі знаходилось Львівське староство (на підставі договору оренди від 19 лютого 1912 року) та мешкали: староста повіту та радник намісника Антоній Шидловський.
Станом на 1916 рік в будинку мешкав правник, австрійський урядник Мацей Бесядецький, якого 2 січня 1918 року призначено радником Двору. З 5 листопада 1924 року в будинку (в частині яку до цього частково займало Львівське староство) жили окружний суддя Тадеуш Саметра (займав на третьому поверсі 4 кімнати з кухнею та туалетом), телефоніст Львівського воєводства — Ян Мальчевський з дружиною та однією дитиною (займав на третьому поверсі 2 кімнати без туалету та кухні), податковий урядник Владислав Сохацький з дружиною та 6 дітьми (займав на третьому поверсі дві кімнати без туалету та кухні). У 1925 році телефоніст Львівського воєводства Ян Мальчевський передав право користування кімнатами як офісом адвокату Роману Отто. Цікавим фактом є виникнення у 1927 році публічного спору між власниками кам'яниці та податковим урядником Владиславом Сохацьким за користування туалетом на третьому поверсі з залученням магістрату Львова та поліції. За довідником 1929 року, в будинку містився Банковий дім Ґрюса. У 1930 році подвір'я кам'яниці використовувала фірма Чеховічка і Глімера.
У 1939 році в будинку функціювала лабораторія д-ра П. Тона, кабінет дантиста Якуба Дінера.
Нині тут містяться IT-офіс, магазин жіночого одягу, весільний салон, крамниця канцтоварів, хостели та точильна майстерня.

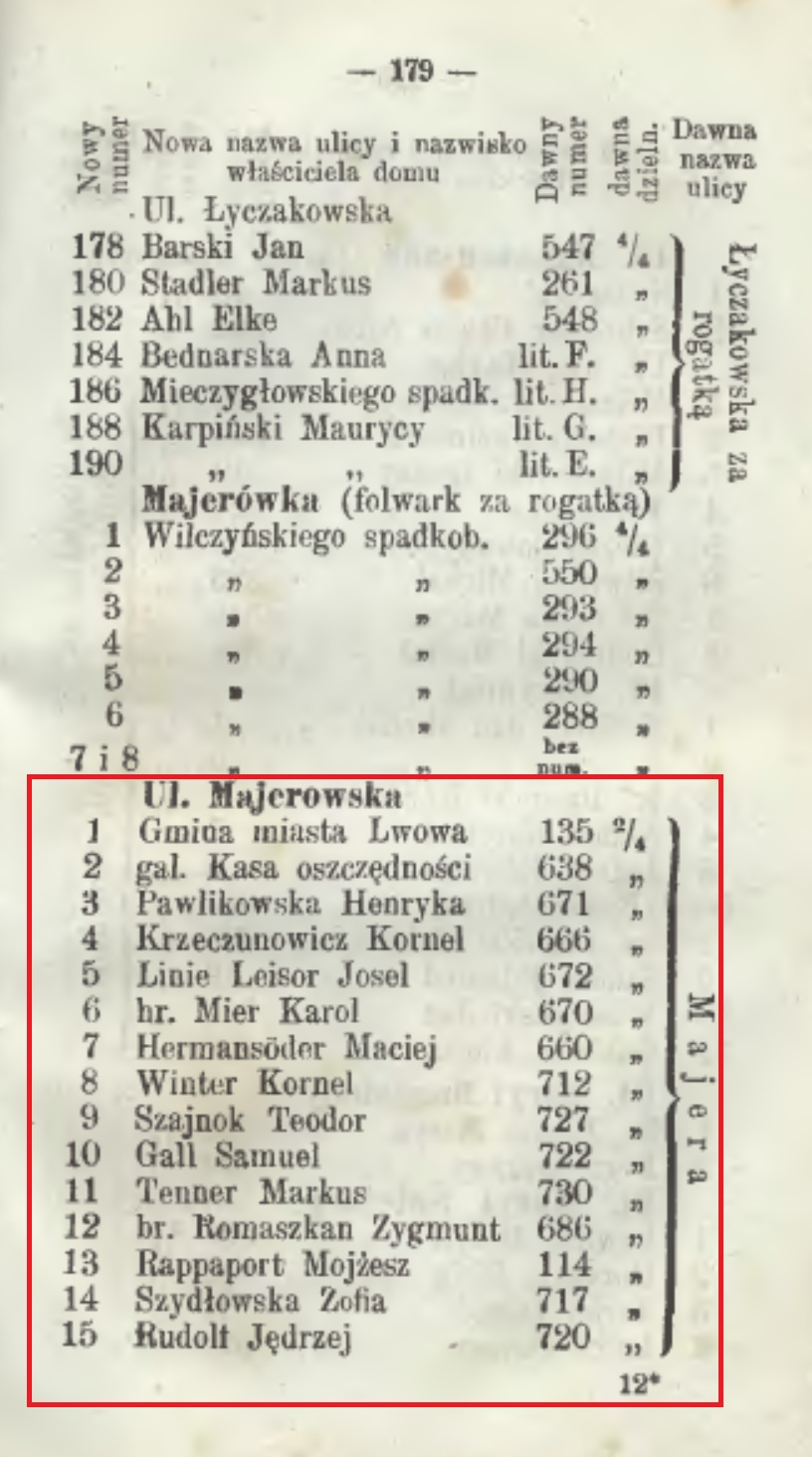
Довідник власників нерухомості Львова (1872 рік)

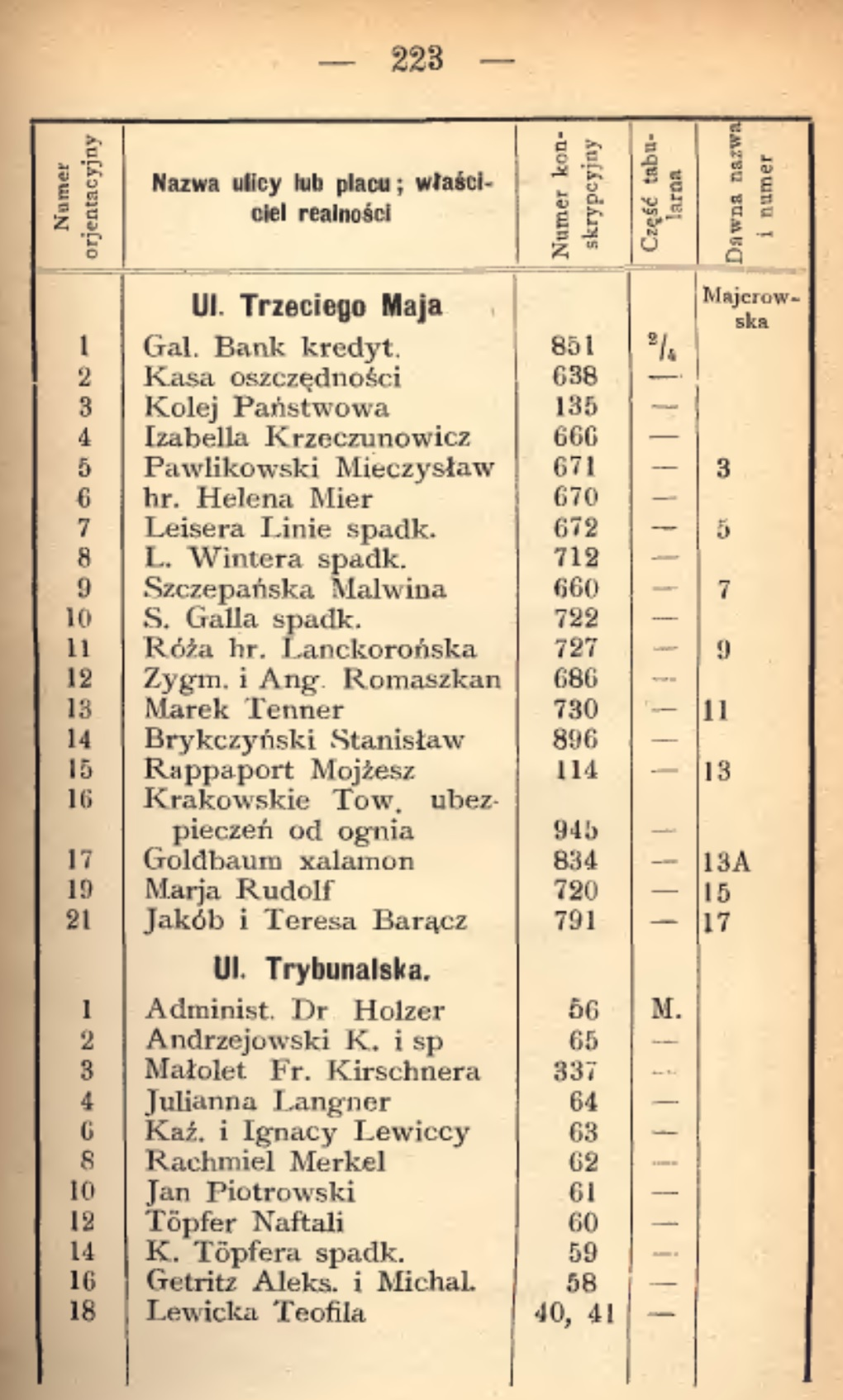
Довідник власників нерухомості Львова (1889 рік)

№ 10 (давніше — вул. Маєровська, 10, вул. 3 Мая, 10; конскрипційний № 722 2/4) — колишня кам'яниця будівничого Самуеля Галля в стилі класицизму, оздоблена 1844 року рельєфами невідомого скульптора — жіночими масками та фігурками путті. У 1890—1894 роках у подвір'ї цього будинку мав власну майстерню польський скульптор, реставратор Станіслав Левандовський. У міжвоєнний період на першому поверсі будинку містився ресторан Якуба Михальського, а також містилося фотоательє «Ріволі», меблевий магазин Цайсера та єврейська громадська організація «Бней-Бріт». На часі німецької окупації, у 1941—1944 роках, тут діяв Український літературно-мистецький клуб. У радянський час тут працювала чайна, а також від повоєнних років тут міститься Державна заслужена хорова капела України «Трембіта», від часу незалежності з'явилися салон ігрових автоматів та нотаріальна контора. Нині тут містяться офіс благодійного фонду «Українсько-німецька перспектива», адвокатська фірма «Логуш, Борсук, Бронфман і Калишевич», Вабі Сабі (азійська кухня), М-паб «Студентський» та комісійний магазин «Luhovsky».
№ 12 (давніше — вул. Маєровська, 12, вул. 3 Мая, 12; конскрипційний № 646 2/4) — колишня чиншова (прибуткова) кам'яниця банкіра Мойсея Рогатина, збудована за проєктом Романа Фелінського у стилі пізньої сецесії, поєднаної з німецьким «югендстилем» для кам'яничника Мойсея Рогатина на місці давнішої кам'яниці Ромашканів. Проєкт 1911—1912 років, реалізація тривала до 1913 року. Скульптурне оздоблення у вигляді двох лицарів, що тримають геральдичний щит виконав Тадеуш Блотницький, як і барельєфи з фігурами ангелів і демонів на стінах будинку. На першому поверсі містилася кав'ярня, яка декілька разів змінювала назву — «Лувр», «Ренесанс», «Ріц», з інтер'єром оформленим за ескізами Фелінського з великими алегоричними полотнами Фелікса Вигживальського. Перед початком другої світової війни в будинку містилися банковий дім Якоба Уляма, пансіонат «Каштелянка», пансіонат «Каштелянка», страхове товариство «Пласт», львівська філія італійської страхової компанії «Riunione Adriatica di Sicurtà».
За радянських часів, у 1950-х роках — їдальня № 9, у 1960—1970 роках, тут містилося популярне серед студентів Львівського державного університету імені Франка та львівського політехнічного інституту кафе «Веселка». На початку 1980-х років кафе переробили на ресторан «Фестивальний», а у другій половині 2000-х років тут відкрили ресторан української національної кухні «Пузата хата».
№ 14 (давніше — вул. Маєровська, 14, вул. 3 Мая, 14; конскрипційний № 896 2/4) — чотириповерхова неоренесансова кам'яниця, збудована у 1883—1884 роках за проєктом архітектора Юліана Захаревича, як приватна кам'яниця посла до Галицького сейму Станіслава Брикчинського. Близько 1900 року Брикчинський продає свою кам'яницю Галицькому кредитному банку, а наприкінці 1900-х років новим власником стає провідна австрійська банківська установа «Королівсько-цісарський упривілейований кредитний заклад торгівлі і промислу» (нині — сучасний Creditanstalt). На замовлення львівської філії цієї банківської установи архітектурне бюро Юзефа Сосновського та Альфреда Захаревича-молодшого виконало проєкт ґрунтовної реконструкції будинку. У 1909—1911 роках згадана фірма провела реконструкцію будинку. Зокрема, головний вхід був перенесений на південний фасад, у подвір'ї добудували простору операційну залу. На початку 1920-х років кам'яниця перейшла у власність Варшавського дисконтного банку. На замовлення нового власника у 1922–1923 роках за проєктом Міхала Уляма здійснено надбудову п'ятого поверху та мансардного ярусу будинку. У 1926 році були зміцнені опори сходової клітки. По війні будинок перейшов у власність університету. Нині тут міститься юридичний факультет Львівського національного університету імені Івана Франка.
№ 16 (давніше — вул. Маєровська, 16, вул. 3 Мая, 16; конскрипційний № 645 2/4) — колишня будівля філії краківського страхового товариства «Флоріанка» (інша назва — «Товариство взаємних убезпечень у Кракові»), збудована у стилі неоренесансу за проєктом Юліуша Гохберґера у 1887 році, за іншими даними — архітектор Людвік Балдвін-Рамулт. Фасад прикрашала статуя святого Флоріана, покровителя Кракова (нині втрачена). Страхове товариство було власником будинку до кінця 1930-х років. Але не всі приміщення використовували як банківські офіси. Відомо, що на верхніх поверхах були влаштовані помешкання. Наприкінці 1880-х років частину приміщень винаймало шляхетське казино. У 1940—1950-х роках тут були трести «Львіввуглерозвідка» та «Львіввуголь», пізніше власником будівлі став львівський університет. Нині тут міститься інститут післядипломної освіти та доуніверситетської підготовки Львівського національного університету імені Івана Франка.

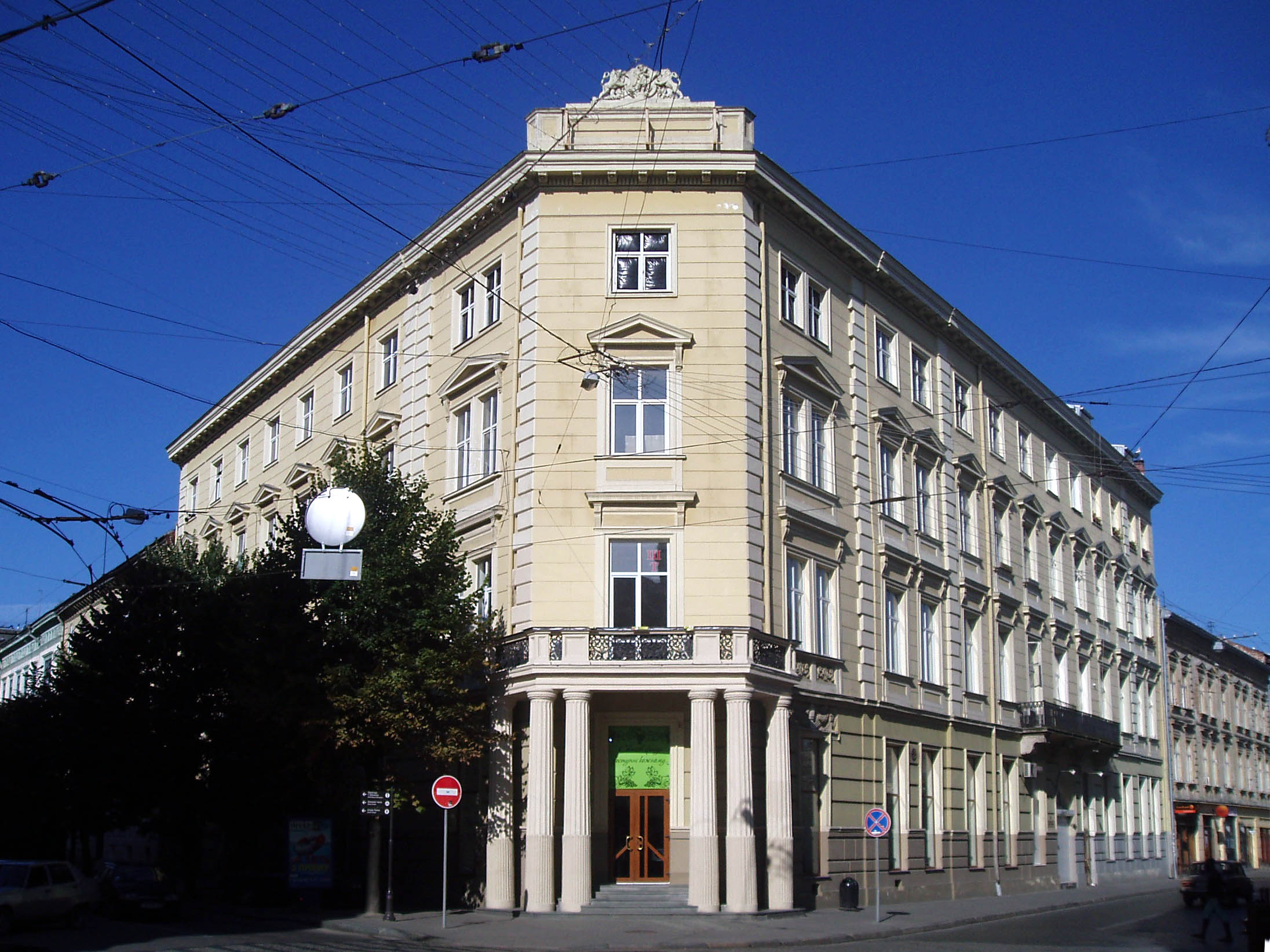
Колишній прибутковий будинок графа Каєтана Карницького (вул. Січових Стрільців, 2)
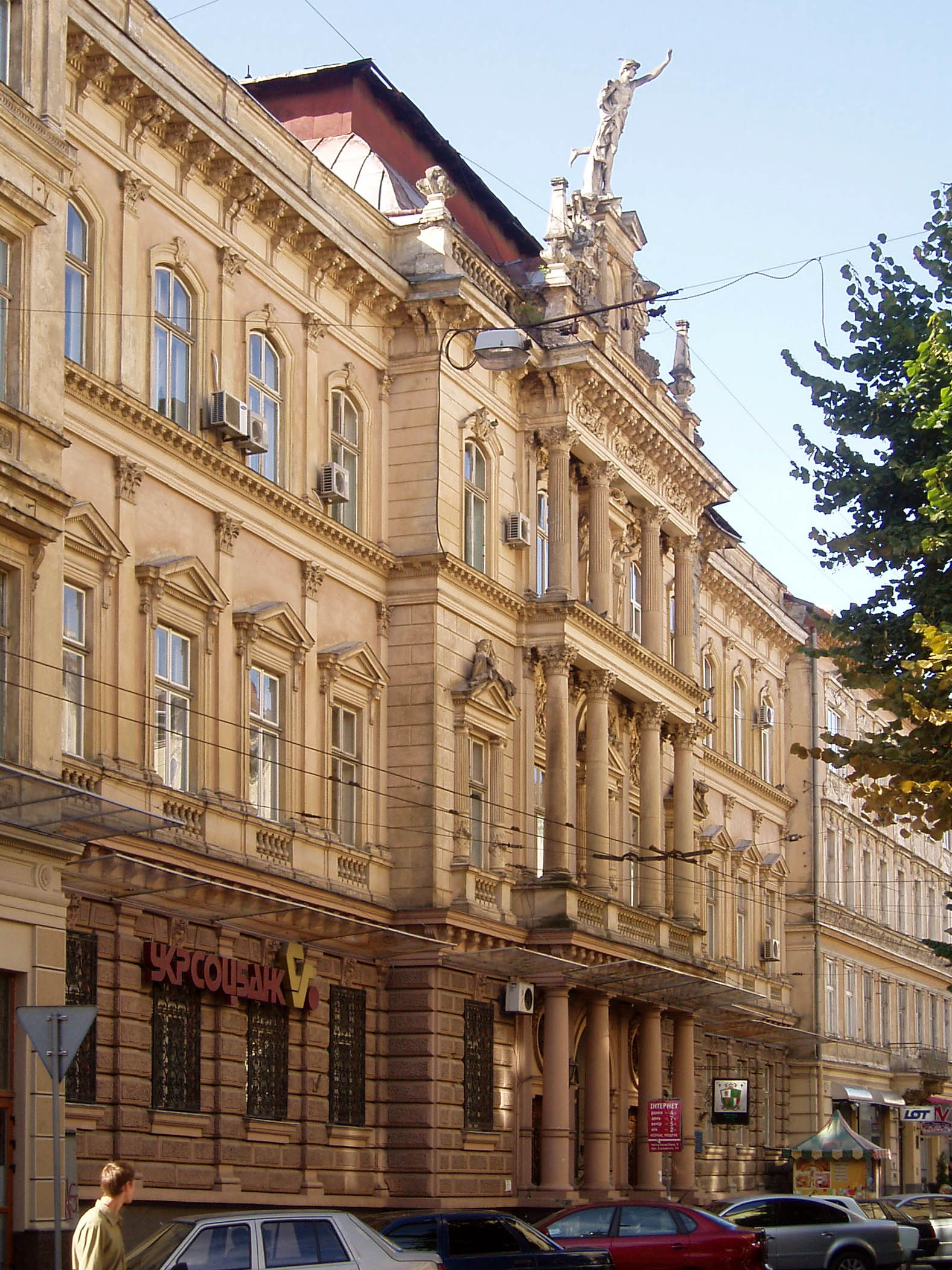
Колишній будинок Дирекції залізниць (вул. Січових Стрільців, 3)
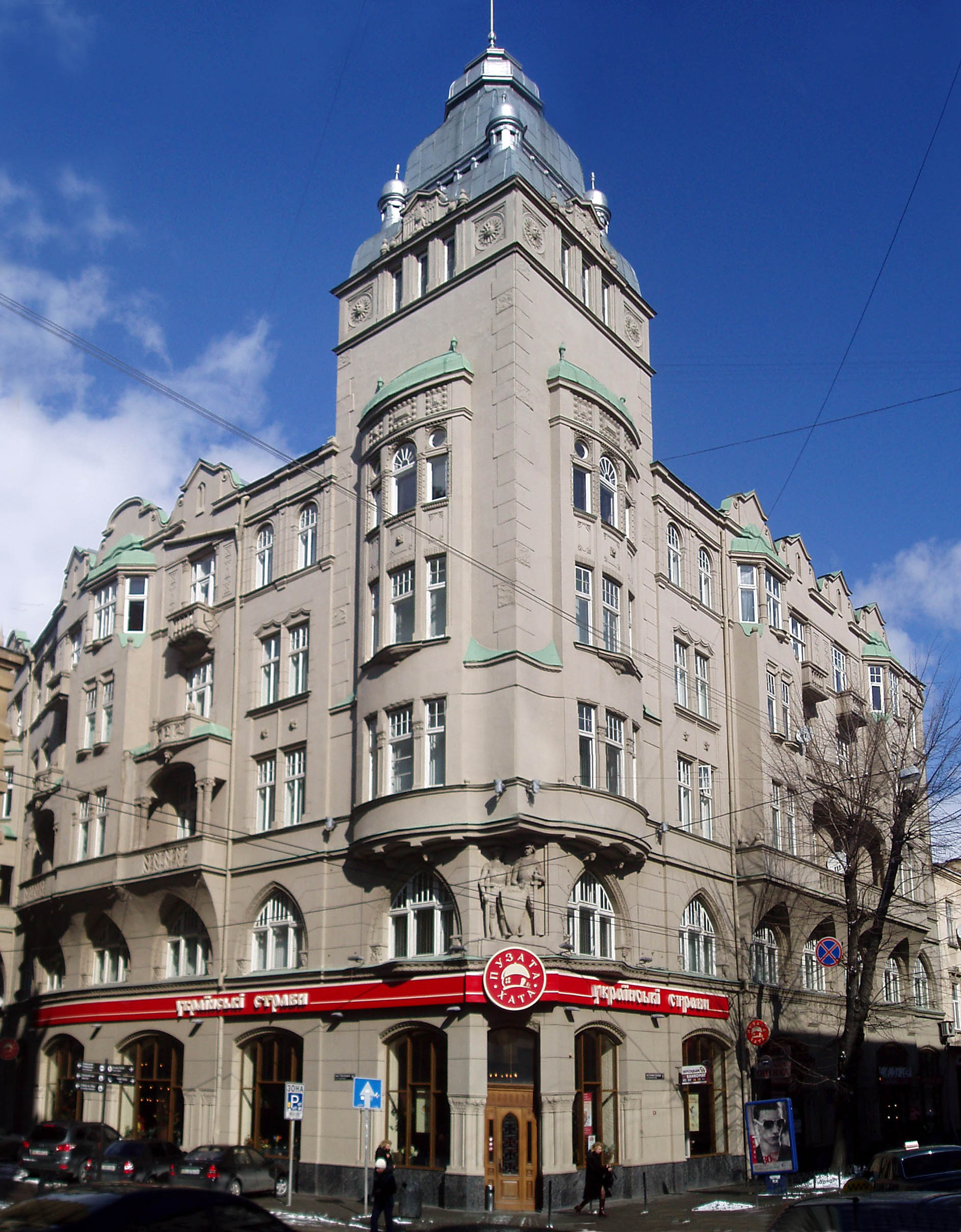
Колишній прибутковий будинок банкіра Мойсея Рогатина (вул. Січових Стрільців, 12)
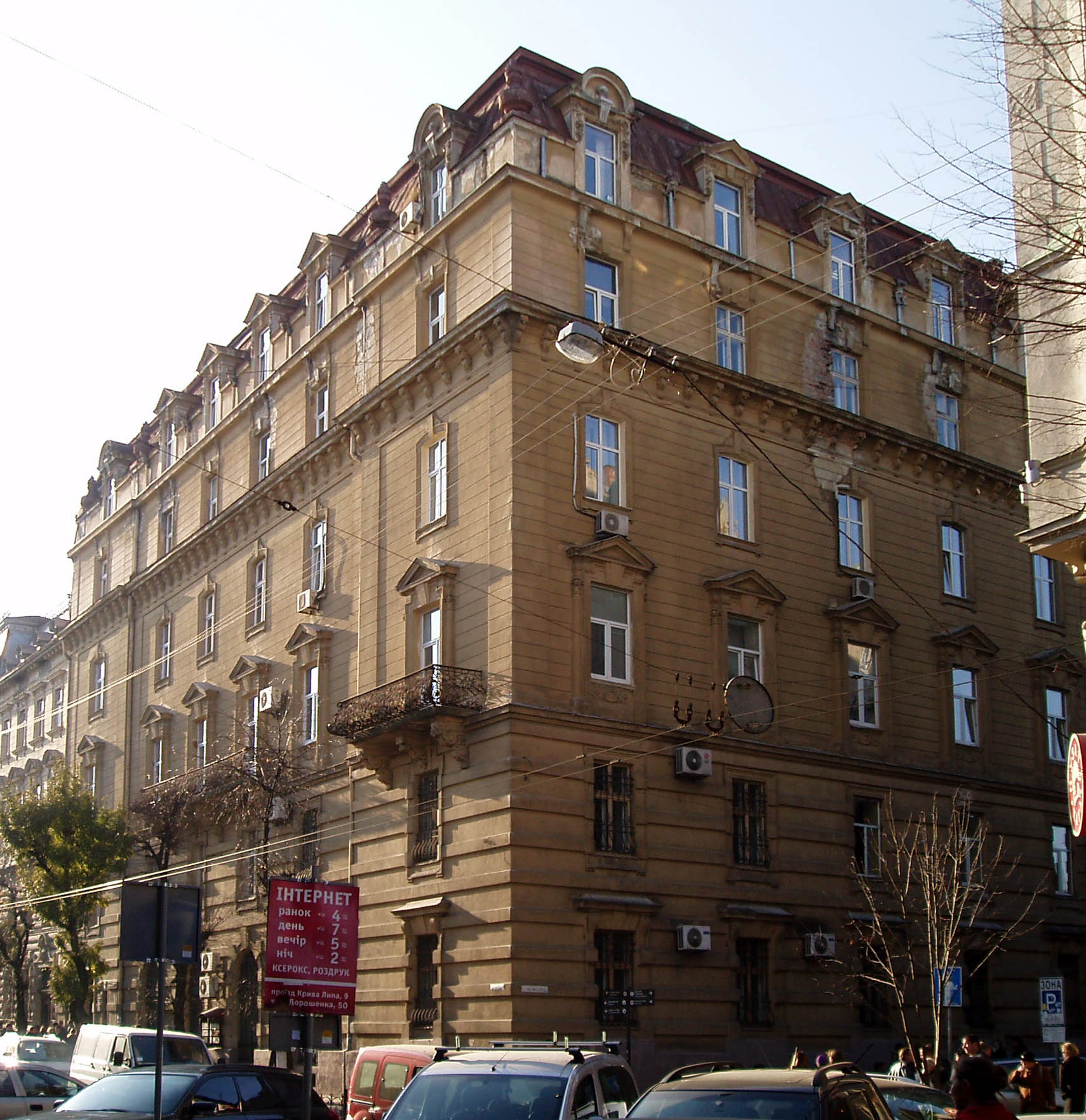
Будівля колишнього австрійського кредитного торгово-промислового банку (вул. Січових Стрільців, 14)

## Транспорт

### Тролейбус
У 1966 році тодішньою вулицею 17 Вересня (нині — вулиця Січових Стрільців) було прокладено тролейбусну лінію та облаштовано кінцеву зупинку тролейбусних маршрутів № 1, 3, 9 навпроти кінотеатру імені Зої Космодем'янської (нині — приміщення Львівського навчально-наукового інституту університету банківської справи). Тролейбусні маршрути № 1, 3 та 9 сполучали центр міста Львова з вулицями Окружною, 1 Травня (нині — вул. Городоцька, зупинка «Льотне поле») та головним залізничним вокзалом. Також частково вулицею 17 Вересня курсував тролейбусний маршрут № 2, що сполучав вулицю Окружну з вулицею Стрийською (зупинка «Львівський автобусний завод»).
На початку 1970-х років тролейбусний маршрут № 9 подовжили від вулиці Окружної до львівського аеропорту, № 1 тепер курсував від площі Галицької (зупинка «Центр») до автобусного заводу, а тролейбусний маршрут № 3 скасований. Натомість з'являється тролейбусний маршрут № 10, що сполучив вулиці 17 Вересня та Прапорну (згодом — вул. Жешувська, нині — вулиця Ряшівська). 1972 року до вже існуючих маршрутів додався ще й тролейбусний маршрут № 13, що сполучив вулицю 17 Вересня та вул. Городоцьку (зупинка «Вулиця Окружна» поблизу Левандівського мосту).
1974 року тролейбусний маршрут № 13 скасований. Натомість з'являється тролейбусний маршрут № 12, що сполучив вулиці 17 Вересня та 1 Травня (нині — вул. Городоцька, зупинка «Льотне поле»).
1992 року кінцева зупинка всіх тролейбусних маршрутів з вулиці Січових Стрільців перенесена на вулицю Університетську і відтоді рух тролейбусів вулицею Січових Стрільців не здійснюється.

### Автобус
Відповідно до нової транспортної схеми, яка була запроваджена у Львові у 2012 році, від зупинки «Вулиця Січових Стрільців» тепер курсує маршрутне таксі № 33, що сполучає вул. Січових Стрільців з ТВК «Південний» та вул. Виговського, при якій розташований цей торгово-виробничий комплекс.